# Château royal de Nowy Sącz
Le château royal de Nowy Sącz est un château médiéval de la ville de Nowy Sącz en Petite-Pologne. Construit au XIVe siècle sous le règne de Casimir III le Grand, ses ruines ont été partiellement restaurées. 

## Histoire

### Construction

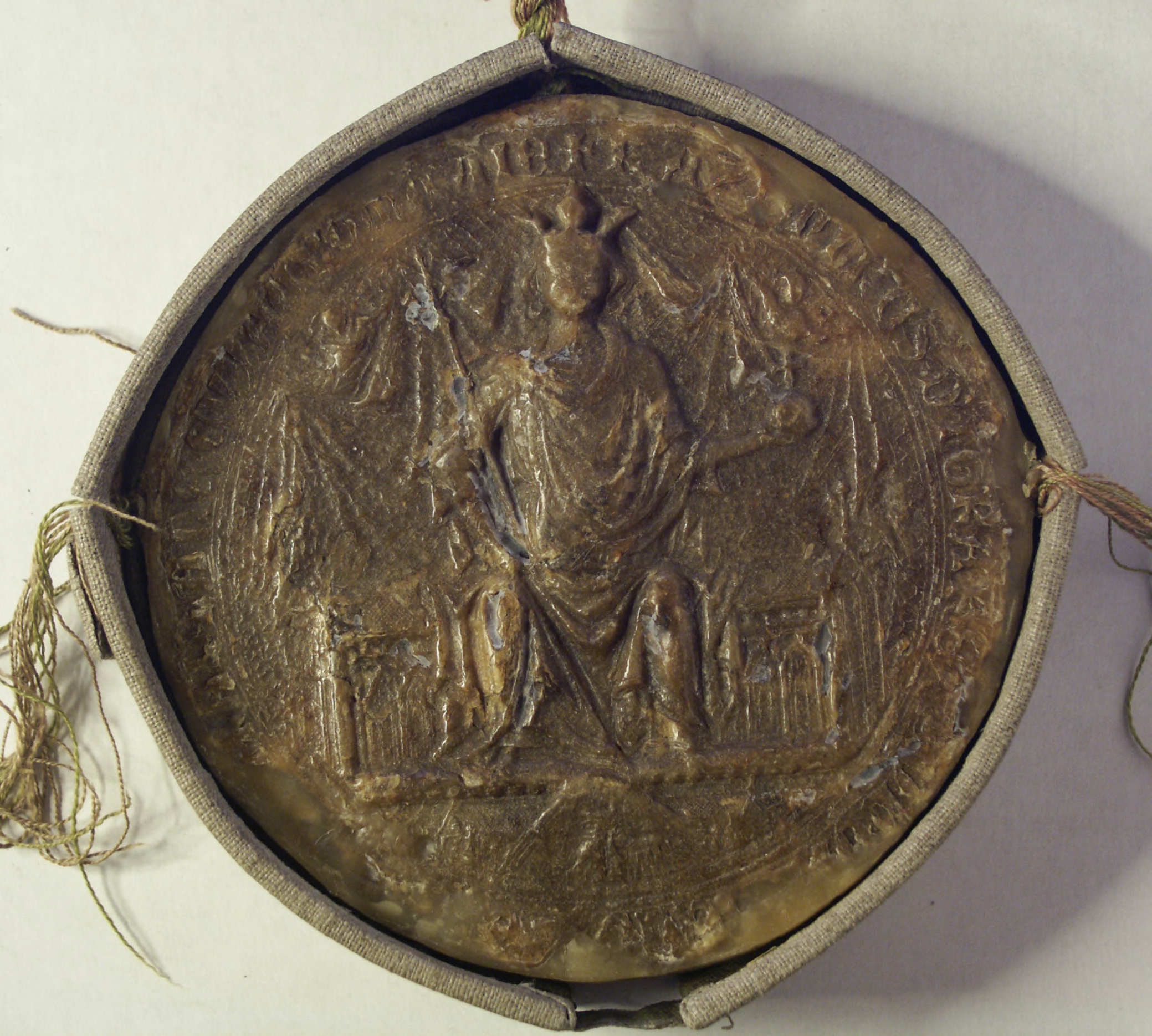
Sceau de Casimir III, 1358.

Fondé à l'initiative du roi Venceslas II de Bohême (Wacław II), le château a été développé au XIVe siècle par le roi Casimir III de Pologne dit le Grand (Kazimierz III Wielki), c’est pourquoi on lui en attribue souvent la fondation. Il est bâti aux confluents des rivières Dunajec et Kamenica, sur la falaise, à l’intérieur des fortifications urbaines de Nowy Sacz. Il était séparé de la ville par un fossé et probablement par un mur avec un portail. Dans le passé, le château possédait une tour centrale, deux tours d’angle, un quartier résidentiel et un terrain adjacent. Aujourd'hui, il ne reste qu’une partie des murs et une tour d’angle reconstruite appelée « Kowalska »,

### Déclin et rénovation
À cause des dégâts provoqués par les invasions suédoises, les incendies et la crise économique du XVIIe siècle, le château a commencé à tomber en ruine. En 1768, un nouvel incendie est provoqué par la marche de la confédération de Bar et son insouciance. 
À l’époque des partages de la Pologne, Nowy Sącz est rattachée au royaume de Galicie et de Lodomérie sous la domination de l'empire d'Autriche. En août 1813, le château est endommagé par une grande crue du Dunajec qui cause l’éboulement de l’aile ouest. En 1838, la partie restante du château est aménagée en caserne militaire et en dépôt d’armes puis, en 1846, comme prison. En 1848, il est vendu à la ville et loué par l’armée autrichienne comme dépôt d’armes et d’uniformes.
Sous la République polonaise de 1918-1939, le château est partiellement reconstruit. La rénovation se termine en août 1938 par l’ouverture d’un musée de la région de Nowy Sacz.
Pendant l’occupation allemande, les Allemands transforment le château en caserne militaire et dépôt d’armes. Le 18 janvier 1945, quelques soldats du Bataillon des paysans (Bataliony Chlopskie) sous les ordres de Tadeusz Dymel s'emparent du château,. Une explosion du dépôt de munitions allemand le détruit entièrement, à l'initiative du chef partisan soviétique Ivan Zolotar (ru) qui cherchait à affaiblir la résistance polonaise non communiste.
Dans les années 1950, la tour d’angle appelé « Kowalska » est rénovée ainsi qu’une partie des murs et des toitures.

Images anciennes du château
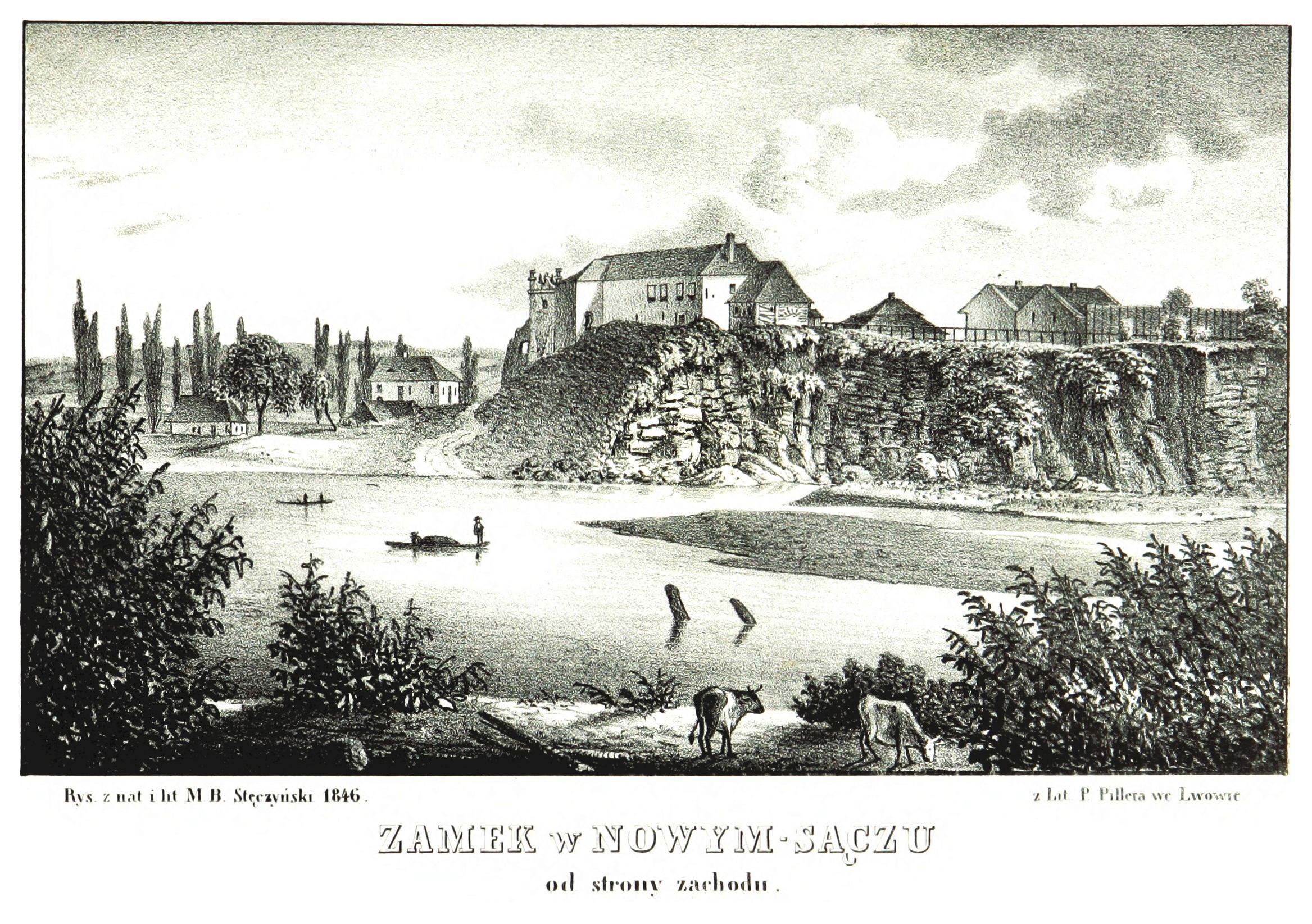
Le château au bord du Dunajec en 1847
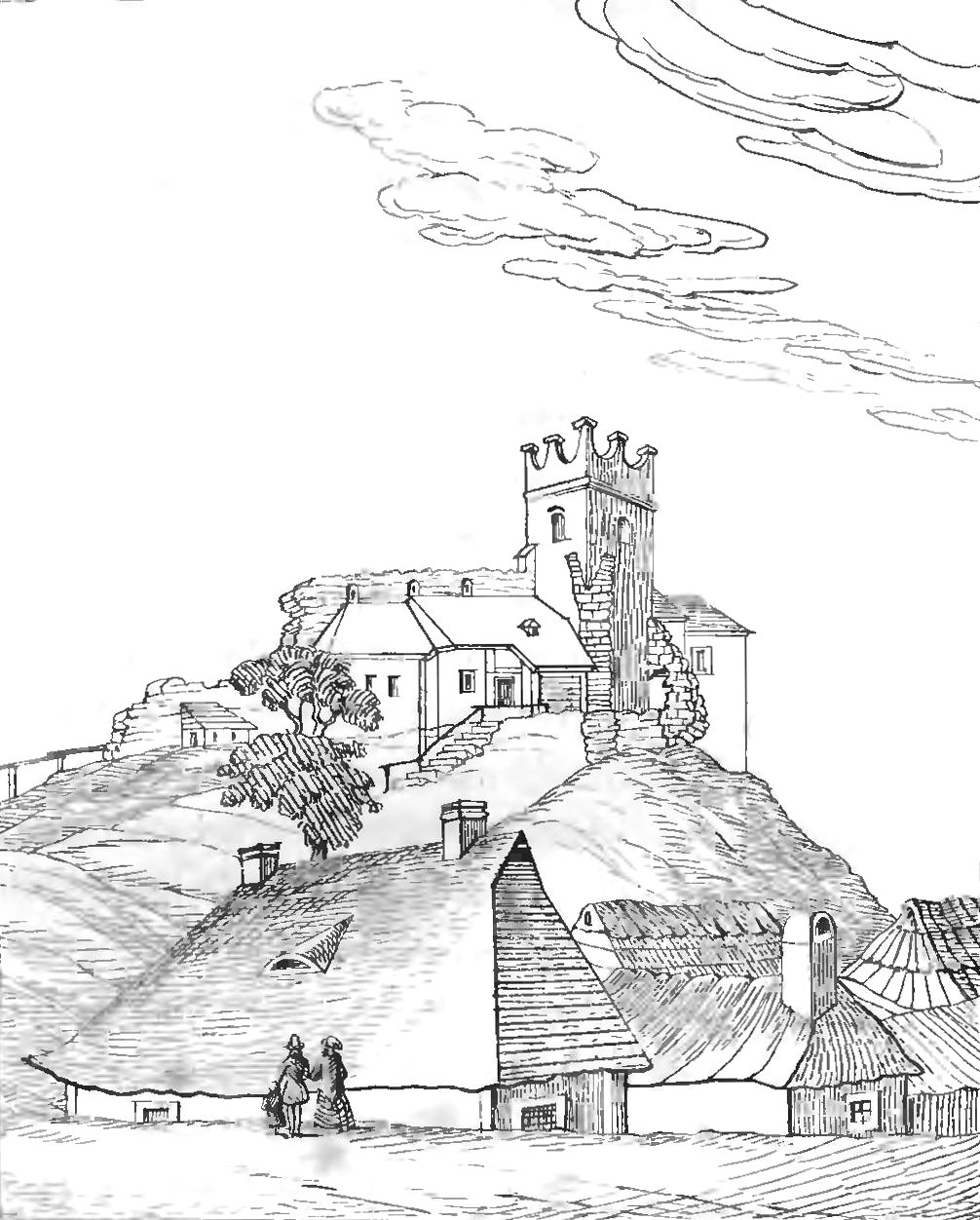
Village et château vers 1860
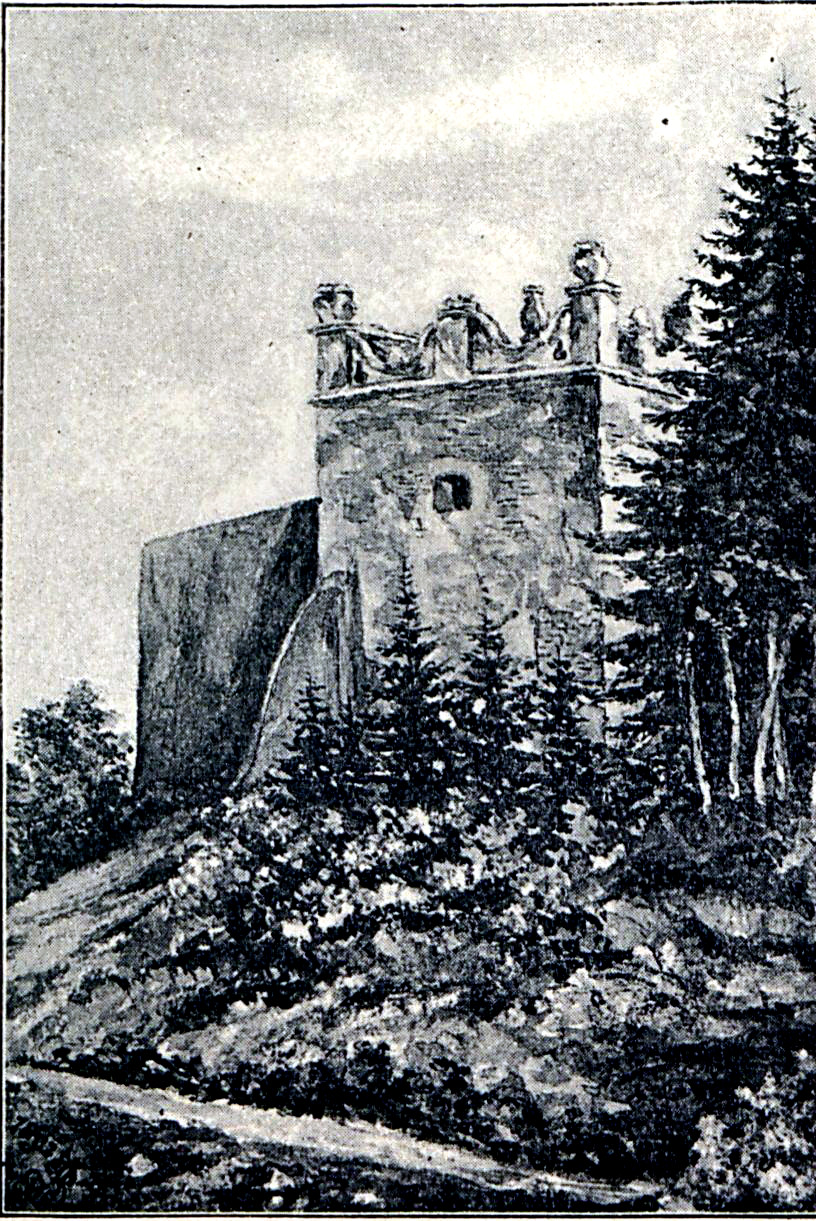
La vieille tour du château en 1892
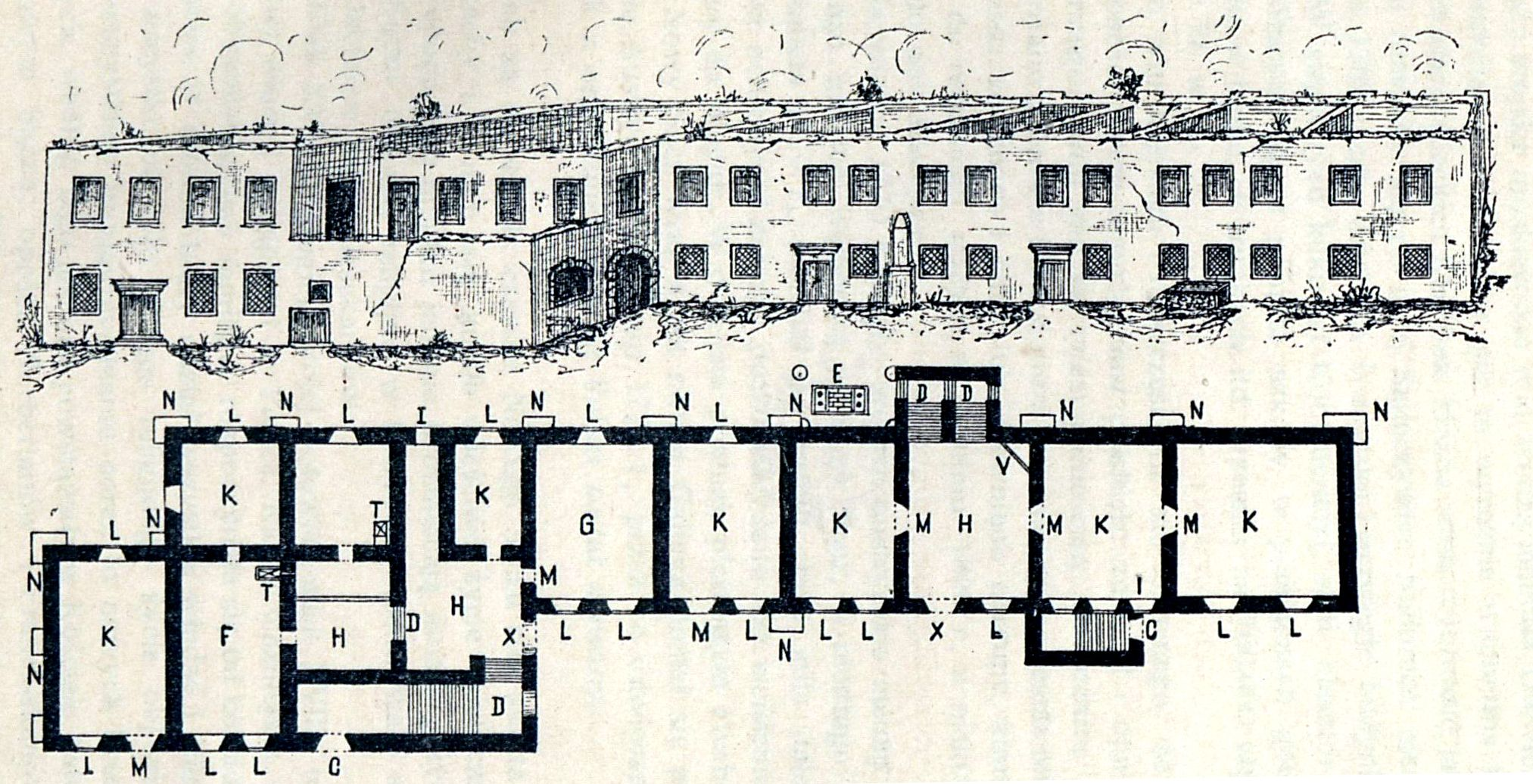
Plan du château en 1892
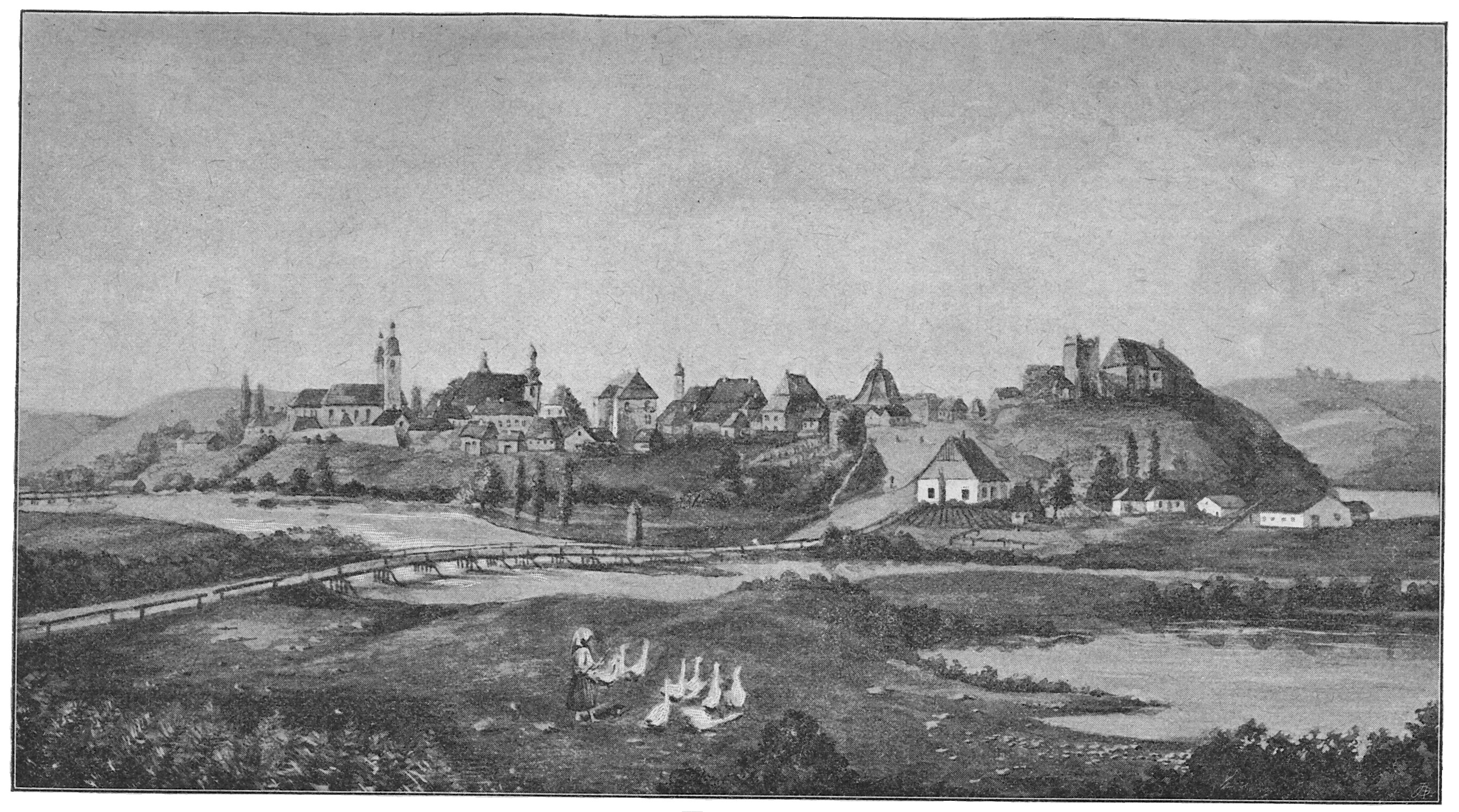
Ville et rivière en 1902

## Légende de la source
À deux pas de la tour Kowalski, un curieux chevalier s'est distingué à l’endroit où jaillissait une source, qui, comme le dit la légende, ne se tarissait ni ne gelait et dont l'eau avait un arrière-goût de soufre. Lorsque les chevaliers de la tour de garde ont commencé à disparaître mystérieusement, il a été déclaré que si quelqu'un découvrait l'origine de celles-ci, il serait récompensé. Un jeune chevalier casse-cou qui montait la garde la nuit avec une hallebarde à ses côtés se proposa. Le jeune homme possédait une craie bénite et un chapelet. Quand minuit sonna, le garde entendit des chants envoûtants et de la musique venant de la source. C’étaient de magnifiques nymphes qui invitaient le jeune homme à danser. Il comprit que les chevaliers devaient avoir disparu à cause de ces voix. Il traça donc un cercle autour de lui avec sa craie. Il décida de n'en sortir sous aucun prétexte. Puis il jeta son chapelet dans la source et instantanément, les nymphes se changèrent en vilaines sorcières qui s'envolèrent dans la nuit noire. Le jeune homme put enfin répondre au mystère : « Ces nymphes paniquées - ce sont les sorcières coupables de la mort des chevaliers ».

## Curiosités
En contrebas du château se trouve une fontaine de Zbigniew Bec nommée chevalier de Sącz qui tout en étant un clin d’œil au chevalier de la légende de la source s'inspire aussi du Manneken pis bruxellois. Elle est destinée à promouvoir le tourisme dans la ville Son eau n'est pas potable. À proximité immédiate du chevalier de Sącz se trouve une horloge fleurie.

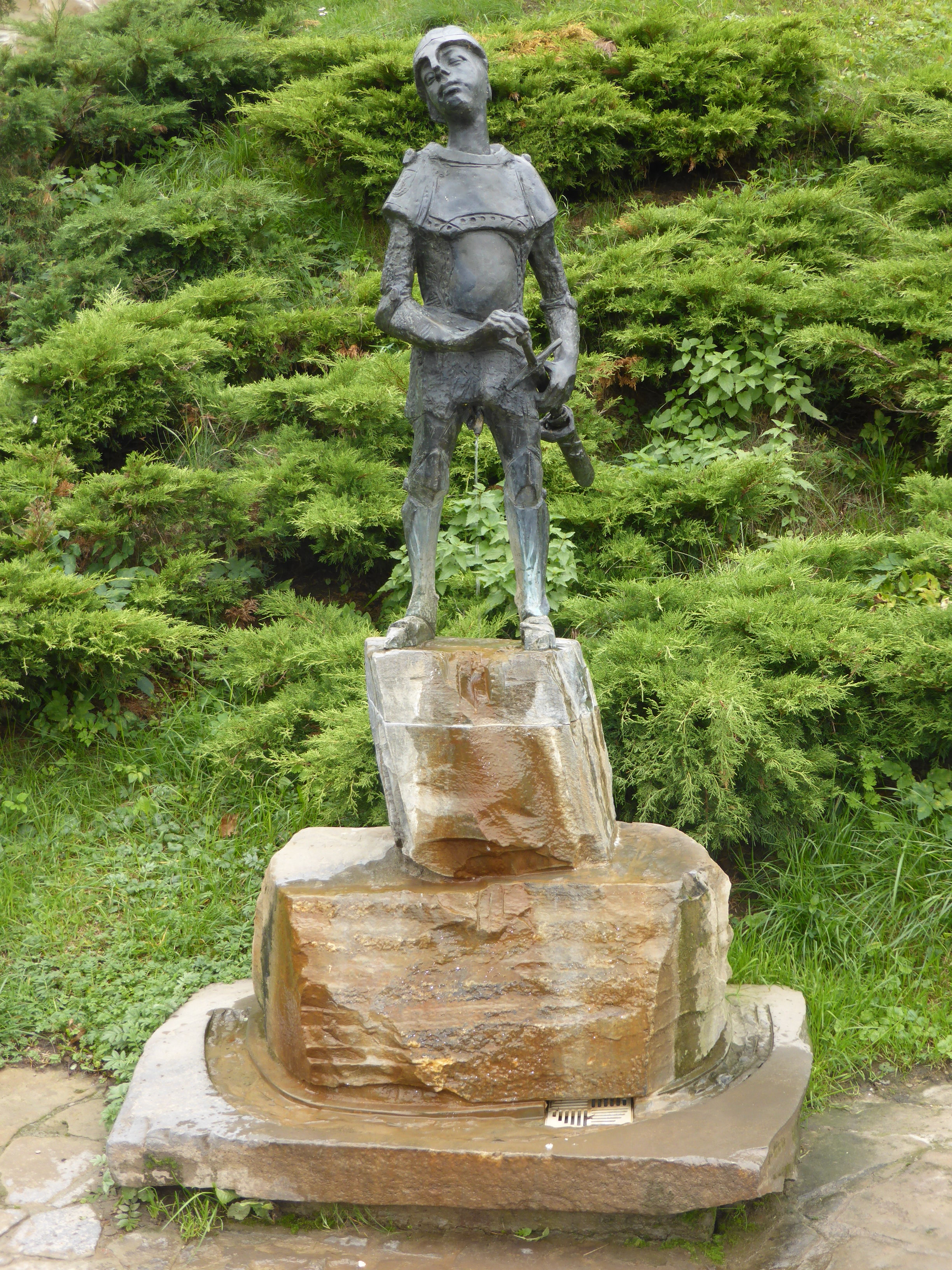
Burg Nowy Sącz-14